# Max Krause (Unternehmer)
Max Krause (* 17. März 1838 in  Treuenbrietzen; † 16. Oktober 1913 in Steglitz; vollständiger Name Max Georg Wilhelm Krause) war ein deutscher Unternehmer, Industrieller, Königlich Preußischer Kommerzienrat, Mäzen und u. a. Investor bei der Errichtung der Villen- und Landhauskolonie Karlshorst. Zur sozialpolitischen Unterstützung seiner bis zu 650 Arbeiter errichtete er 18 Wohlfahrtseinrichtungen. Er schuf 1877 den Begriff Papierausstattung.

## Leben
Max Krause wurde im Pichelschen Waisenhaus in Burg bei Magdeburg erzogen. Seine Lehre absolvierte er in der Papierhandlung Joh. Friedr. Deneke in Magdeburg, bei der er den dort gleichfalls in der Lehre befindlichen Friedrich Wilhelm Abel (1840–1890) kennenlernte, dem er freundschaftlich verbunden blieb. 1859 folgte die Außendiensttätigkeit für die Papierfabrik Hoesch in Düren und 1865 die Gründung seiner eigenen Papierfabrik mit einem Kapital von 2000 Talern.
Von 1877 bis zu seinem Tode war er Vorsitzender des Papierindustrie-Vereins (PIV) sowie der 1902 gegründeten Vereinigung  für Zollfragen der papierverarbeitenden Industrie und des Papierhandels.
Gemeinsam mit dem Papierindustrie-Verein und dem Verein Deutscher Buntpapierfabrikanten sowie ihren Mitgliedern gelang es ihm, die Mittel zum Erwerb der etwa 11.500 Stücke umfassenden Buntpapiersammlung des in Hannover lebenden Zahntechnikers Ernst Seegers (1840–1911) aufzubringen. Die Sammlung ging 1901 an das Deutsche Buch- und Schriftmuseum über.
1904 überließ Max Krause für das 1907 errichtete Stadtbadt Steglitz an der Bergstraße die benötigten Grundstücksflächen für einen unterbewerteten Kaufpreis von 19 Mark pro Quadratmeter.
Er wurde auf dem Friedhof IV der Gemeinde Jerusalems- und Neue Kirche in Berlin-Kreuzberg beerdigt. Sein Grabmal wurde nach den Plänen des Architekten Bruno Schmitz mit plastischem Schmuck des Bildhauers Franz Metzner ausgeführt.

## Unternehmer
Durch seine europaweite Tätigkeit als Handlungsreisender wurde er angeregt, ein Konzept für die Vermarktung von Briefpapier und den zugehörigen Briefumschlägen umzusetzen. Erstmals stellte er Verpackungseinheiten für Briefbögen und Briefumschläge zusammen und lieferte diese in Kassetten oder Mappen aus. Der Lieferumfang wurde auf Papier mit unterschiedlichen Färbungen, Wasserzeichen, Monogrammprägungen und Ergänzungen mit Vignetten ausgeweitet.
1877 wurde nach einem unternehmensinternen Wettbewerb für seine Produkte der fachspezifische Begriff Papierausstattung eingeführt und von der Papierindustrie übernommen. Nach anfänglichen Vorbehalten seitens der Papierindustrie und Absatzschwierigkeiten setzte sich das System europaweit durch, und im Laufe der Jahre entstanden u. a.Werke in Berlin, Sakrau (Schlesien) und Calbe (Saale), die durch den Zweiten Weltkrieg verloren gingen.
Mit der Gelben Serie von 1924 wurde zeitgleich für das Markenpapier auch der Werbeslogan „Schreibste mir, schreibste ihr, schreibste auf MK-Papier“ eingeführt.
Nachdem 1952 zunächst in Wiesbaden und anschließend in Mainz die Produktion wieder aufgenommen wurden, musste das Unternehmen wegen Liquiditätsschwierigkeiten 1973 den Geschäftsbetrieb einstellen, und die Produktion sowie der Vertrieb gingen auf das Unternehmen Baier & Schneider in Heilbronn über.